# Коски, Матиас
Матиас Ко́ски (фин. Matias Koski; род. 18 мая 1994, Тавастгус) — финский пловец, член олимпийской сборной страны на летней Олимпиаде 2012 и летней Олимпиаде 2016.

## Биография
Родился 18 мая 1994 года в городе Хямеэнлинне (Финляндия).
На летней Олимпиаде 2012 года в заплыве 400 метров вольным стилем не сумел пройти в финал, показав 22-й результат.
Проживает в Атланте (США).